# Jessica

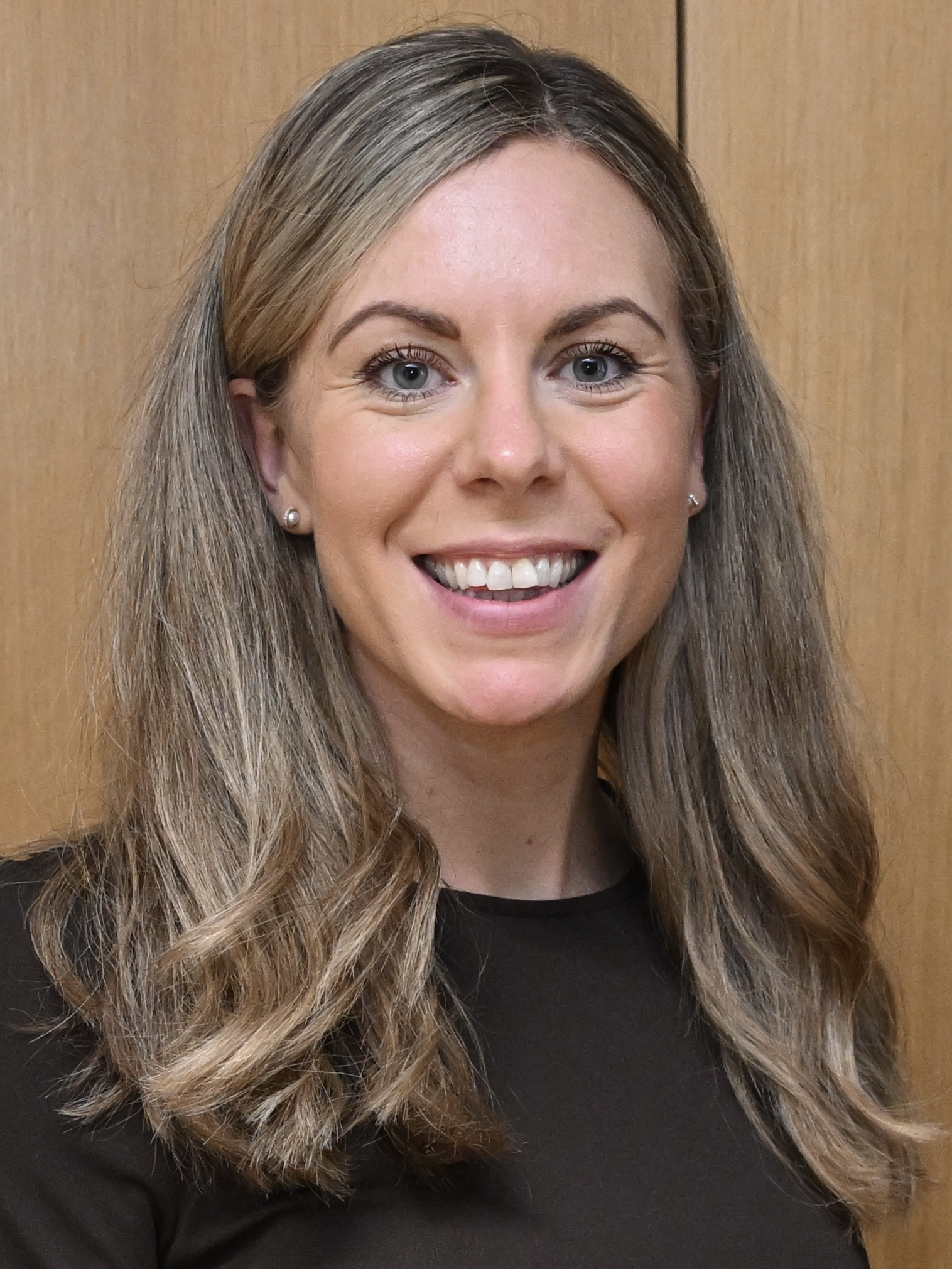
Jessica Rosencrantz, 2024

Jessica, Jessika, Jessicka , är ett kvinnonamn bildat från hebreiskans Yiskah som betyder den som skådar eller den beskådade. Formen Jessica blev känd genom pjäsen Köpmannen i Venedig, skriven på 1590-talet av William Shakespeare.
Namnet var populärt i Sverige från 1970-talet fram till 1990-talet, men är inte så vanligt bland de yngsta idag. Den vanligaste stavningen idag är med ett c. Den 31 december 2009 fanns det totalt 27 236 personer i Sverige med namnet Jessica eller Jessika, varav 22 571 med det som tilltalsnamn. År 2003 fick 187 flickor något av namnen, varav 86 fick det som tilltalsnamn.
Namnsdag: 6 juli (sedan 2001; 1986–2000: 26 juli). I den finlandssvenska namnsdagslängden har Jessica namnsdag 25 februari (ända till 1999: skottår 26 februari) sedan 1995. 1995–1999 med stavningen Jessika.
Jessica är internationellt sett ett vanligt namn, särskilt i engelskspråkiga länder, men även i lägre grad i vissa andra länder. Det var en period på 1980/90-talet det vanligaste namnet som gavs nyfödda flickor i USA och något senare i Storbritannien.

## Personer vid namn Jessica/Jessika/Jessicka
- Jessica Alba, amerikansk skådespelare
- Jessica Almenäs, svensk programledare och reporter
- Jessica Andersson, svensk musiker
- Jessica Biel, amerikansk skådespelare
- Jessica Capshaw, amerikansk skådespelare
- Jessica Chastain, amerikansk skådespelare
- Jessica Diggins, amerikansk längdskidåkare
- Jessica Ennis, brittisk friidrottare
- Jessica Folcker, svensk musiker
- Jessica Gaudreault, kanadensisk vattenpolospelare
- Jessika Gedin, svensk bokförläggare och radiopratare
- Jessica Jung, koreansk sångerska
- Jessica Landström, svensk fotbollsspelare
- Jessica Lange, amerikansk skådespelare
- Jessica Lindell Vikarby, svensk alpinåkare
- Jessica Lucas, kanadensisk skådespelare
- Jessica Mauboy, australiensisk sångerska, låtskrivare och skådespelare
- Jessica Meir, svensk-amerikansk astronaut
- Jessica Nettelbladt, svensk regissör
- Sarah Jessica Parker, amerikansk skådespelare
- Jessica Pegula, amerikansk tennisspelare
- Jessica Polfjärd, svensk politiker
- Jessica Rosencrantz, svensk politiker
- Jessica Simpson, amerikansk musiker
- Jessica Svensson, svensk fotbollsspelare
- Jessica Szohr, amerikansk skådespelare
- Jessica Tandy, amerikansk skådespelare
- Jessica Watson, australisk världsomseglare
- Jessica Zandén, svensk skådespelare